# Glen Rose (Texas)
Glen Rose es una ciudad ubicada en el condado de Somervell en el estado estadounidense de Texas. En el Censo de 2010 tenía una población de 2.444 habitantes y una densidad poblacional de 244,02 personas por km².

## Geografía
Glen Rose se encuentra ubicada en las coordenadas 32°14′48″N 97°44′51″O / 32.24667, -97.74750. Según la Oficina del Censo de los Estados Unidos, Glen Rose tiene una superficie total de 10.02 km², de la cual 9.98 km² corresponden a tierra firme y (0.39%) 0.04 km² es agua.

## Demografía
Según el censo de 2010, había 2.444 personas residiendo en Glen Rose. La densidad de población era de 244,02 hab./km². De los 2.444 habitantes, Glen Rose estaba compuesto por el 86.09% blancos, el 0.65% eran afroamericanos, el 0.94% eran amerindios, el 0.98% eran asiáticos, el 0% eran isleños del Pacífico, el 8.76% eran de otras razas y el 2.58% pertenecían a dos o más razas. Del total de la población el 19.52% eran hispanos o latinos de cualquier raza.